# Alberto Perea Correoso
Alberto Perea Correoso (Albacete, 16 maggio 1990) è un calciatore spagnolo, di ruolo attaccante attualmente svincolato.

## Carriera
Ha esordito nella prima divisione del campionato spagnolo con il Rayo Vallecano nella stagione 2011-2012.

## Palmarès

### Club

#### Competizioni nazionali
- Segunda División: 1

Granada: 2022-2023